# Ровчаки (Конотопский район)
Ровчаки (укр. Рівчаки) — село,
Поповский сельский совет,
Конотопский район,
Сумская область,
Украина.
Код КОАТУУ — 5922086602. Население по данным 1982 года составляло 100 человек.
Село ликвидировано в 2007 году .

## Географическое положение
Село Ровчаки находится на расстоянии в 2 км от села Поповка.

## История
- 2007 — село ликвидировано [1].